# Marco Andreolli
Marco Andreolli (Ponte dell'Olio, provincia de Piacenza, Italia, 10 de junio de 1986) es un exfutbolista italiano. Jugaba de defensa central y su último equipo fue el Chievo Verona de la Serie A de Italia.

## Trayectoria
Fue llevado a la escuela del A. C. Milan, pero no lo aceptaron e intentó ingresar en la escuela del Inter de Milán en la que sí que ingresó. En 1996 empezó a entrenarse como defensor en la escuela del Inter, y en 2002 fue fichado por el equipo primavera del Inter.
En 2003 recibió ofertas de equipos como el Treviso Foot-Ball Club 1993 o el Hellas Verona Football Club, pero prefirió seguir creciendo en la escuela hasta que en 2006 empezó a formar parte del primer equipo.
Su debut se produjo el 2 de agosto de 2006 contra el Ajax Ámsterdam, entrando por Olivier Dacourt en el minuto 74. En 2007 ganó el campeonato de Serie A, aunque no jugó muchos minutos de juego debido a su poca experiencia como profesional.
En el verano de 2007 el Inter fichó a Christian Chivu, jugador de la A. S. Roma, ofreciendo 16 millones de euros y Marco Andreolli. En 2008, fue cedido al Vicenza Calcio, y de 2008 a 2009 jugó en la Unione Sportiva Sassuolo Calcio, también como cedido. En la Roma no jugó apenas, y en 2010 la mitad de sus derechos fueron traspasados por parte del Inter, el equipo en el que se formó, al Chievo Verona, equipo en el que Andreolli militó tres temporadas antes de volver al Inter.
El 31 de agosto de 2015 se hace oficial su cesión con opción de compra al Sevilla FC, donde sufrió una lesión de larga duración cuando apenas hubo jugado 9 partidos y siendo un fijo en la defensa.
La temporada siguiente regresa al Inter donde apenas juega y en el mercado estival de 2017 es traspasado al Cagliari Calcio.

## Selección nacional
Ha sido internacional con la Selección de fútbol de Italia en categoría Sub-21. En 2007 fue convocado por Pierluigi Casiraghi para formar parte del equipo italiano que disputaría el Campeonato Europeo Sub-21 de la UEFA en los Países Bajos. Italia quedó en quinto lugar y se pudo clasificar a los Juegos Olímpicos de Pekín 2008 tras derrotar en los penales a la selección de fútbol de Portugal, después de que su equipo quedara tercero en su grupo tras las selecciones de Serbia e Inglaterra y quedar sobre la República Checa.

## Clubes
| Club                    | País   | División  | Año         | Partidos | Goles |
| ----------------------- | ------ | --------- | ----------- | -------- | ----- |
| F. C. Inter de Milán    | Italia | Serie A   | 2004-2007   | 8        | 0     |
| A. S. Roma              | Italia | Serie A   | 2007-2010   | 8        | 0     |
| Vicenza Calcio (Cesión) | Italia | Serie B   | 2008        | 3        | 0     |
| US Sassuolo (Cesión)    | Italia | Serie B   | 2008-2009   | 28       | 1     |
| Chievo Verona           | Italia | Serie A   | 2010- 2011  | 28       | 0     |
| Inter de Milán          | Italia | Serie A   | 2011        | 0        | 0     |
| Chievo Verona           | Italia | Serie A   | 2011- 2013  | 51       | 3     |
| Inter de Milán          | Italia | Serie A   | 2013 - 2017 | 16       | 2     |
| Sevilla FC (cesión)     | España | Liga BBVA | 2015 - 2016 | 7        | 0     |
| Cagliari Calcio         | Italia | Serie A   | 2017 - 2019 | 23       | 0     |
| Chievo Verona           | Italia | Serie B   | 2019        | 8        | 0     |

## Palmarés

### Campeonatos nacionales
| Título              | Club           | País   | Año       |
| ------------------- | -------------- | ------ | --------- |
| Copa de Italia      | Inter de Milán | Italia | 2004-2005 |
| Supercopa de Italia | Inter de Milán | Italia | 2005      |
| Serie A             | Inter de Milán | Italia | 2005-2006 |
| Copa de Italia      | Inter de Milán | Italia | 2005-2006 |
| Supercopa de Italia | Inter de Milán | Italia | 2006      |
| Serie A             | Inter de Milán | Italia | 2006-2007 |
| Supercopa de Italia | A. S. Roma     | Italia | 2007      |
| UEFA Europa League  | Sevilla F. C.  | España | 2016      |